# Christopher Plummer

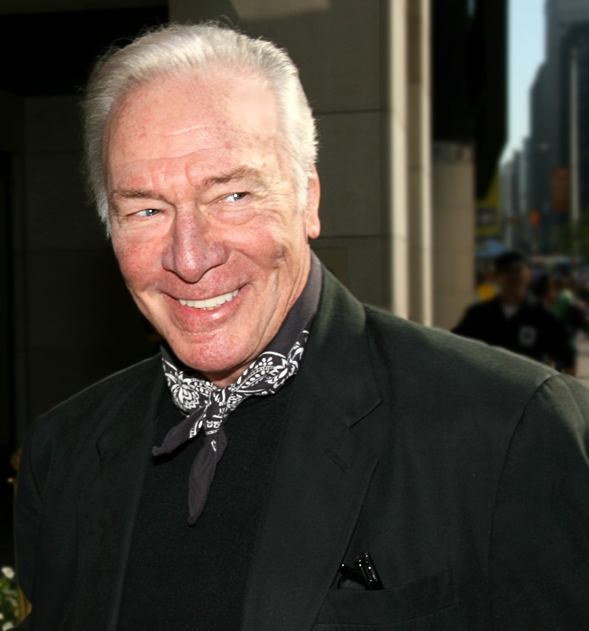
Christopher Plummer (2007)

Arthur Christopher Orme Plummer CC (* 13. Dezember 1929 in Toronto, Ontario; † 5. Februar 2021 in Weston, Connecticut) war ein kanadischer Schauspieler in Film, Fernsehen und Theater. Er galt als einer der herausragenden Charakterdarsteller seiner Generation und wurde mit zwei Emmy Awards, zwei Tony Awards sowie für seine Rolle in Beginners (2010) mit einem Oscar und einem Golden Globe geehrt.

## Leben

### Karriere
Plummer wurde als Sohn von Isabella Mary und John Plummer, damals Sekretär an der McGill University, in Toronto geboren. Einige Internetquellen geben als Geburtsort jedoch Montreal an.
Plummer galt als einer der angesehensten Schauspieler klassischer Rollen in Nordamerika. Seine Karriere begann er auf kanadischen Bühnen sowie bei Radio und Fernsehen. Ab 1954 war Plummer am Broadway zu sehen und entwickelte sich dort zum Theaterstar. Einen Namen machte sich der vielseitige Darsteller vor allem in Shakespeare-Rollen, für die er sowohl in den Vereinigten Staaten als auch in Europa mehrfach prämiert wurde.

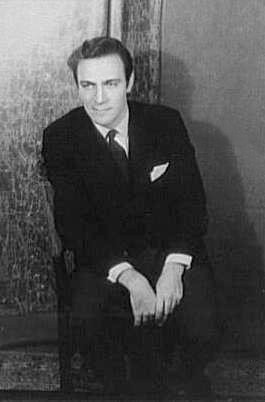
Plummer im Jahr 1959
Fotografie von Carl Van Vechten, aus der Van Vechten Collection der Library of Congress

Sidney Lumet ermöglichte Plummer 1958 in Eines Tages öffnet sich die Tür sein Leinwanddebüt. Eine seiner bekanntesten Rollen ist die des Baron von Trapp im Musical-Filmklassiker Meine Lieder – meine Träume (1965) von Robert Wise. Der Film brachte Plummer den großen Durchbruch in Hollywood, wenngleich er sich lange von ihm distanzierte. Zu den wichtigsten seiner weit über 80 Kinoparts zählen außerdem die des Duke of Wellington in Sergej Bondartschuks Geschichtsfilm Waterloo (1970), des Sir Charles Litton in der Komödie Der rosarote Panther kehrt zurück (1975) und die eines skrupellosen Bankräubers in Dein Partner ist der Tod (1978). In John Hustons Der Mann, der König sein wollte (1975) spielte er den Literaturnobelpreisträger Rudyard Kipling, auf dessen gleichnamiger Erzählung der Film beruht.
Im Jahr 1971 spielte Plummer neben weiteren damals auf Ibiza lebenden Künstlern und Prominenten wie Erwin Bechtold, Robert Graves, Princesa de Borbón y Parma, Camilo José Cela, Leslie Grimes, Leonard Slater und Charles Orloff in dem Film Impromptu Balear des Regisseurs Francisco Rovira Beleta.
Der Fangemeinde von Star Trek wurde er durch die Darstellung des Klingonengenerals Chang in Star Trek VI: Das unentdeckte Land bekannt. Beachtet wurden auch seine Leistungen in der Stephen-King-Verfilmung Dolores (1994), in der er als Cop „Mackey“ Kathy Bates das Handwerk legen will, und sein Dr. Leland Goines in Terry Gilliams 12 Monkeys (1995). 1999 war Plummer in Michael Manns Thriller Insider und ein Jahr später als Doktor van Helsing in Wes Craven präsentiert Dracula zu sehen. 2009 spielte er in Ein russischer Sommer den Schriftsteller Lew Tolstoi in dessen letzten Lebenstagen.
Plummer war dem Fernsehen schon lange Jahre verbunden und auf dem Bildschirm weit über hundert Mal zu sehen, so etwa in der inzwischen legendären BBC-Produktion Hamlet at Elsinore, in Man and Superman, After the Fall, Die Dornenvögel, Jesus of Nazareth, Counterstrike oder in Nuremberg auf TNT. Erfolgreiche Bühnenauftritte absolvierte der Workaholic Plummer etwa in Cymbeline, Nina, The Starcross Story, Henry V, Medea, Julius Caesar, The Lark, Arturo Ui, J.B., The Royal Hunt of the Sun, The Good Doctor, Danton’s Death, Amphytrion, Othello, Macbeth und in No Man’s Land.
Für seine Rolle in dem Film Beginners als Familienvater Hal, der sich erst als alter Mann nach dem Tod seiner Frau zu seiner Homosexualität bekennt, bekam er 2012 den Oscar als bester Nebendarsteller; er wurde mit 82 Jahren der älteste Gewinner eines Schauspiel-Oscars in der Geschichte der Academy. Zudem gewann er einen Golden Globe. 2015 wurde er in die American Academy of Arts and Sciences gewählt. Ende 2017 stieg Plummer kurzfristig in Ridley Scotts Filmdrama Alles Geld der Welt ein, in welchem er die Rolle des Öltycoons J. Paul Getty übernahm, dessen Enkelkind entführt wird. Er ersetzte damit den eigentlichen Darsteller Kevin Spacey, dessen Szenen bereits abgedreht waren, der aber wegen Vorwürfen sexuellen Missbrauchs als unhaltbar galt und aus dem Film gestrichen wurde. Plummer erhielt für Alles Geld der Welt eine Oscar-Nominierung als Bester Nebendarsteller, was ihn mit 88 Jahren noch vor Gloria Stuart zum bisher ältesten Schauspieler macht, der je für einen Oscar nominiert wurde. 2019 war Plummer unter anderem in dem erfolgreichen Detektivfilm Knives Out – Mord ist Familiensache zu sehen, in dem er den unter geheimnisvollen Umständen verstorbenen Familienpatriarchen spielte.
Zu den überaus zahlreichen Auszeichnungen, die er im Laufe seiner langen Karriere verliehen bekam, gehören unter anderem der Evening Standard Award (für Becket), der Tony Award (für Cyrano), der Emmy Award (für The Moneychanger), der Drama Desk Award, der Theatre World Award, der Drama League Award, der Outer Critics Circle Award, der Genie Award (für Murder By Decree), das Goldene Ehrenzeichen Österreichs, der Maple Leaf Award for Arts and Letters sowie der Ehrendoktortitel der Schönen Künste der New Yorker Juilliard School. 1986 wurde Christopher Plummer in die American Theater Hall of Fame gewählt.

### Privatleben
Plummer war ein Urenkel des kanadischen Premierministers John Abbott. Er war von 1956 bis 1960 mit der Schauspielerin Tammy Grimes verheiratet. Ihre Tochter, die Schauspielerin Amanda Plummer, kam am 23. März 1957 in New York zur Welt. Von 1962 bis 1964 war er mit der Journalistin Patricia Lewis verheiratet; die Ehe wurde ebenfalls geschieden. Seine dritte Ehe ging er 1970 mit der ehemaligen Schauspielerin und Tänzerin Elaine Taylor ein. Das Paar lebte im US-Bundesstaat Connecticut in einem über 100 Jahre alten Farmhaus. Plummers Autobiografie In Spite of Myself erschien 2008.
Plummer starb am 5. Februar 2021 in Weston, Connecticut im Alter von 91 Jahren an den Folgen eines Sturzes. Sein Leichnam wurde eingeäschert.

## Filmografie (Auswahl)
- 1953: Ford Television Theatre (Fernsehreihe, Folge Othello)
- 1958: Eines Tages öffnet sich die Tür (Stage Struck)
- 1964: Der Untergang des Römischen Reiches (The Fall of the Roman Empire)
- 1965: Meine Lieder – meine Träume (The Sound of Music)
- 1965: Verdammte, süße Welt (Inside Daisy Clover)
- 1966: Die Nacht der Generale (The Night of the Generals)
- 1966: Spion zwischen 2 Fronten (Triple Cross)
- 1968: Der Haftbefehl (Nobody Runs Forever)
- 1969: Luftschlacht um England (Battle of Britain)
- 1969: Der Untergang des Sonnenreiches (The Royal Hunt of the Sun)
- 1970: Waterloo
- 1974: The Happy Prince
- 1975: Der rosarote Panther kehrt zurück (The Return of the Pink Panther)
- 1975: Die Schande des Regiments (Conduct Unbecoming)
- 1975: Der Tag, der die Welt veränderte (Sarajevski atentat)
- 1975: Der Mann, der König sein wollte (The Man Who Would Be King)
- 1976: Schlacht in den Wolken (Aces High)
- 1977: Silver Blaze
- 1977: Jesus von Nazareth (Jesus of Nazareth)
- 1977: Der Auftrag (Uppdraget)
- 1978: Alles Glück dieser Erde (International Velvet)
- 1978: Dein Partner ist der Tod (The Silent Partner)
- 1978: Sherlock Holmes – Mord an der Themse (Murder by Decree)
- 1978: Star Crash – Sterne im Duell (Starcrash)
- 1979: Das tödliche Dreieck (Hanover Street)
- 1980: Ein tödlicher Traum (Somewhere in Time)
- 1981: Der Augenzeuge (Eyewitness)
- 1982: Der zweite Mann (The Amateur)
- 1982: Am Highpoint flippt die Meute aus (Highpoint)
- 1983: Die Dornenvögel (The Thorn Birds) (Fernsehfilm)
- 1983: Im Wendekreis des Kreuzes (The Scarlet and the Black) (Fernsehfilm)
- 1983: Sein Freund, der Roboter (Prototype), Fernsehfilm
- 1984: Tödlicher Irrtum (Ordeal by Innocence)
- 1984: Dreamscape – Höllische Träume (Dreamscape)
- 1988: Nosferatu in Venedig (Nosferatu a Venezia)
- 1986: Die Frau vom Boß (The Boss’ Wife)
- 1986: Finish – Endspurt bis zum Sieg (The Boy in Blue)
- 1987: I Love N.Y. (I Love N.Y.)
- 1987: Schlappe Bullen beißen nicht (Dragnet)
- 1989: Mindfield
- 1990: Firehead – Feuerengel der Apokalypse (Firehead)
- 1990: Die Zeit der bunten Vögel (Where the Heart Is)
- 1991: Star Trek VI: Das unentdeckte Land (Star Trek VI: The Undiscovered Country)
- 1991: Die junge Katharina (Young Catherine)
- 1992: Ein Fremder im Spiegel (Sidney Sheldon’s a Stranger in the Mirror)
- 1992: Malcolm X
- 1994: Wolf – Das Tier im Manne (Wolf)
- 1995: Dolores (Dolores Claiborne)
- 1995: Harrison Bergeron – IQ Runner (Harrison Bergeron)
- 1995: 12 Monkeys (Twelve Monkeys)
- 1998: The Clown at Midnight
- 1999: Insider (The Insider)
- 2000: Der Schatz der Dinosaurier (The Dinosaur Hunter)
- 2000: Nürnberg – Im Namen der Menschlichkeit (Nuremberg)
- 2000: Wes Craven präsentiert Dracula (Dracula 2000)
- 2000: Vom Teufel besessen (Possessed)
- 2001: A Beautiful Mind – Genie und Wahnsinn (A Beautiful Mind)
- 2002: Ararat
- 2002: Nicholas Nickleby
- 2003: Cold Creek Manor – Das Haus am Fluss (Cold Creek Manor)
- 2003: Das Johannes-Evangelium (The Gospel of John; Erzähler)
- 2004: Alexander
- 2004: Das Vermächtnis der Tempelritter (National Treasure)
- 2005: Our Fathers
- 2005: Tma
- 2005: Frau mit Hund sucht … Mann mit Herz (Must Love Dogs)
- 2005: The New World
- 2005: Syriana
- 2006: Inside Man
- 2006: Das Haus am See (The Lake House)
- 2007: Man in the Chair
- 2007: Closing the Ring – Geheimnis der Vergangenheit (Closing the Ring)
- 2007: Emotional Arithmetic
- 2007: Rache – Vergeltung hat ihren Preis (Already Dead)
- 2009: Das Kabinett des Doktor Parnassus (The Imaginarium of Doctor Parnassus)
- 2009: Ein russischer Sommer (The Last Station)
- 2009: Oben (Up, Stimme)
- 2009: #9 (9, Stimme für #1)
- 2010: Beginners
- 2011: Barrymore
- 2011: Priest
- 2011: Verblendung (The Girl with the Dragon Tattoo)
- 2013: Muhammad Alis größter Kampf (Muhammad Ali’s Greatest Fight)
- 2014: Hectors Reise oder die Suche nach dem Glück (Hector and the Search for Happiness)
- 2014: Elsa & Fred
- 2014: Der Auftrag – Für einen letzten Coup ist es nie zu spät! (The Forger)
- 2015: Remember
- 2015: Mr. Collins’ zweiter Frühling (Danny Collins)
- 2016: The Exception
- 2016: Howard Lovecraft and the Frozen Kingdom (Stimme)
- 2017: Howard Lovecraft and the Undersea Kingdom (Stimme)
- 2017: Charles Dickens: Der Mann, der Weihnachten erfand (The Man Who Invented Christmas)
- 2017: Bo und der Weihnachtsstern (The Star, Stimme)
- 2017: Alles Geld der Welt (All the Money in the World)
- 2018: Zwischenstation (Boundaries)
- 2019: Knives Out – Mord ist Familiensache (Knives Out)
- 2019: The Last Full Measure
- 2019–2021: Departure (Fernsehserie, 12 Folgen)

## Auszeichnungen und Nominierungen (Auswahl)

### Theater
- 1955: Theatre World Award für The Dark Is Light Enough
- 1959: Tony-Nominierung für J.B. (Bester Darsteller in einem Theaterstück)
- 1973: Drama Desk Award für Cyrano
- 1974: Tony Award für Cyrano (Bester Darsteller in einem Musical)
- 1982: Drama Desk Award für Othello
- 1982: Tony-Nominierung für Othello (Bester Darsteller in einem Theaterstück)
- 1994: Tony-Nominierung für No Man’s Land (Bester Darsteller in einem Theaterstück)
- 1997: Drama Desk Award für Barrymore
- 1997: Tony Award für Barrymore (Bester Darsteller in einem Theaterstück)
- 2004: Tony-Nominierung für King Lear (Bester Darsteller in einem Theaterstück)
- 2007: Tony-Nominierung für Inherit the Wind (Bester Darsteller in einem Theaterstück)

### Film und Fernsehen
- 1977: Emmy für Arthur Hailey’s the Moneychangers (Bester Hauptdarsteller in einem Fernsehmehrteiler)
- 1980: Genie Award für Sherlock Holmes – Mord an der Themse
- 1999: Boston Society of Film Critics Award für Insider (Bester Nebendarsteller)
- 1999: Los Angeles Film Critics Association Award für Insider (Bester Nebendarsteller)
- 2000: National Society of Film Critics Award für Insider (Bester Nebendarsteller)
- 2001: Golden-Globe-Nominierung für American Tragedy (Bester Nebendarsteller in einer Serie, einem Fernsehmehrteiler oder Fernsehfilm)
- 2002: National Board of Review Award (Preis für das Lebenswerk)
- 2007: Preis für das Lebenswerk auf dem Method Fest
- 2007: Darstellerpreis des Palm Beach International Film Festivals für Man in the Chair
- 2010: Golden-Globe-Nominierung für Ein russischer Sommer (Bester Nebendarsteller)
- 2010: Oscar-Nominierung für Ein russischer Sommer (Bester Nebendarsteller)
- 2011: Hollywood Film Award für Beginners (Bester Nebendarsteller)
- 2011: National Board of Review Award für Beginners (Bester Nebendarsteller)
- 2012: Golden Globe für Beginners (Bester Nebendarsteller)
- 2012: British Academy Film Award für Beginners (Bester Nebendarsteller)
- 2012: Oscar für Beginners (Bester Nebendarsteller)
- 2018: Golden-Globe-Nominierung für Alles Geld der Welt (Bester Nebendarsteller)
- 2018: Oscar-Nominierung für Alles Geld der Welt (Bester Nebendarsteller)